# Montana (oblast)
Pour les articles homonymes, voir Montana (homonymie).
L'oblast de Montana est l'un des 28 oblasti (« province », « région », « district ») de Bulgarie. Son chef-lieu est la ville de Montana.

## Géographie

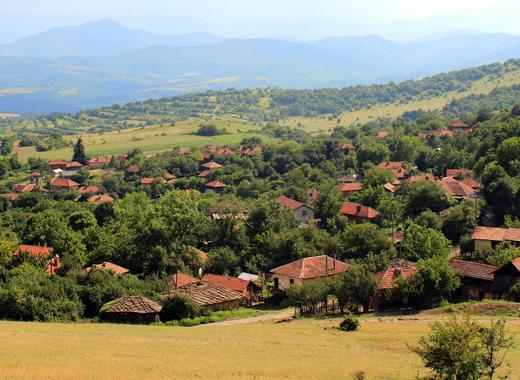
Kamenna Riksa

La superficie de l'oblast est de 3 635,5 km2.

## Démographie

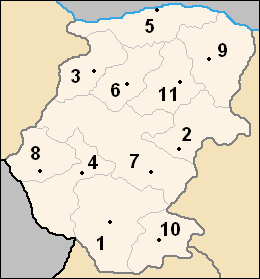
Carte des obchtini de l'oblast de Montana

Lors d'un recensement récent, la population s'élevait à 179 741 hab., soit une densité de population de 49,44 hab./km2.

## Administration
L'oblast est administré par un « gouverneur régional » (en bulgare Областен управител), dont le rôle est plus ou moins comparable à celui d'un préfet de département en France. Depuis le 1er septembre 2005, le gouverneur est Todor Petkov Varbanov (en bulgare : Тодор Петков Върбанов).

## Subdivisions
L'oblast regroupe 11 municipalités (en bulgare, община – obchtina – au singulier, Общини – obchtini – au pluriel), au sein desquelles chaque ville et village conserve une personnalité propre, même si une intercommunalité semble avoir existé dès le milieu du XIXe siècle :
1. Berkovitsa (Берковица), 2. Boïtchinovtsi (Бойчиновци),
3. Brousartsi (Брусарци), 4. Guéorgui Damyanovo (Георги Дамяново),
5. Lom (Лом), 6. Medkovets (Медковец),
7. Montana (Монтана), 8. Tchiprovtsi (Чипровци),
9. Valtchedram (Вълчедръм), 10. Varchets (Вършец),
11. Yakimovo (Якимово).

## Liste détaillée des localités
Les noms de localités en caractères gras ont le statut de ville (en bulgare : град, translittéré en grad). Les autres localités ont le statut de village (en bulgare : село translittéré en selo).
Les noms de localités s'efforcent de suivre, dans la translittération en alphabet latin, la typographie utilisée par la nomenclature bulgare en alphabet cyrillique, notamment en ce qui concerne l'emploi des majuscules (certains noms de localités, visiblement formés à partir d'adjectifs et/ou de noms communs, ne prennent qu'une majuscule) ou encore les espaces et traits d'union (ces derniers étant rares sans être inusités). Chaque nom translittéré est suivi, entre parenthèses, du nom bulgare original en alphabet cyrillique.

### Berkovitsa (obchtina)
L'obchtina de Berkovitsa groupe une ville, Berkovitsa, et 19 villages :
Balyouvitsa (Балювица) ·
Barziya (Бързия) ·
Berkovitsa (Берковица) ·
Bistrilitsa (Бистрилица) ·
Bokilovtsi (Бокиловци) ·
Borovtsi (Боровци) ·
Gaganitsa (Гаганица) ·
Komarevo (Комарево) ·
Kostentsi (Костенци) ·
Kotenovtsi (Котеновци) ·
Leskovets (Лесковец) ·
Mezdreya (Мездрея) ·
Parlitchevo (Пърличево) ·
Pesotchnitsa (Песочница) ·
Rachovitsa (Рашовица) ·
Slatina (Слатина) ·
Tcherechovitsa (Черешовица) ·
Tsvetkova bara (Цветкова бара) ·
Yagodovo (Ягодово) ·
Zamfirovo (Замфирово)

### Boïtchinovtsi (obchtina)
L'obchtina de Boïtchinovtsi groupe une ville, Boïtchinovtsi, et 12 villages :
Beli breg (Бели брег) ·
Beli brod (Бели брод) ·
Boïtchinovtsi (Бойчиновци) ·
Erden (Ерден) ·
Gromchin (Громшин) ·
Kobilyak (Кобиляк) ·
Lekhtchevo (Лехчево) ·
Madan (Мадан) ·
Martchevo (Мърчево) ·
Okhrid (Охрид) ·
Paliloula (Палилула) ·
Portitovtsi (Портитовци) ·
Vladimirovo (Владимирово)

### Brousartsi (obchtina)
L'obchtina de Brousartsi groupe une ville, Brousartsi, et 9 villages :
Boukovets (Буковец) ·
Brousartsi (Брусарци) ·
Dabova makhala (Дъбова махала) ·
Dondoukovo (Дондуково) ·
Kiselevo (Киселево) ·
Knyajeva makhala (Княжева махала) ·
Kriva bara (Крива бара) ·
Odorovtsi (Одоровци) ·
Smirnenski (Смирненски) ·
Vasilovtsi (Василовци) ·

### Guéorgui Damyanovo (obchtina)
L'obchtina de Guéorgui Damyanovo groupe 13 villages :
Dalgi del (Дълги дел) ·
Diva Slatina (Дива Слатина) ·
Elovitsa (Еловица) ·
Gavril Genovo (Гаврил Геново) ·
Guéorgui Damyanovo (Георги Дамяново) ·
Glavanovtsi (Главановци) ·
Govejda (Говежда) ·
Kamenna Riksa (Каменна Рикса) ·
Kopilovtsi (Копиловци) ·
Melyane (Меляне) ·
Pomejdin (Помеждин) ·
Tchemich (Чемиш) ·
Vidlitsa (Видлица)

### Lom (obchtina)
L'obchtina de Lom groupe une ville, Lom, et 9 villages :
Dobri dol (Добри дол) ·
Dolno Linevo (Долно Линево) ·
Kovatchitsa (Ковачица) ·
Lom (Лом) ·
Orsoya (Орсоя) ·
Slivata (Сливата) ·
Staliïska makhala (Сталийска махала) ·
Stanevo (Станево) ·
Traïkovo (Трайково) ·
Zamfir (Замфир)

### Medkovets (obchtina)
L'obchtina de Medkovets groupe 5 villages :
Asparoukhovo (Аспарухово) ·
Medkovets (Медковец) ·
Pichourka (Пишурка) ·
Rasovo (Расово) ·
Slivovik (Сливовик)

### Montana (obchtina)
L'obchtina de Montana groupe une ville, Montana, et 23 villages :
Belotintsi (Белотинци) ·
Bezdenitsa (Безденица) ·
Blagovo (Благово) ·
Doktor Ïosifovo (Доктор Йосифово) ·
Dolna Riksa (Долна Рикса) ·
Dolna Verenitsa (Долна Вереница) ·
Dolno Belotintsi (Долно Белотинци) ·
Gabrovnitsa (Габровница) ·
Gorna Verenitsa (Горна Вереница) ·
Gorno Tserovene (Горно Церовене) ·
Klisouritsa (Клисурица) ·
Kraptchene (Крапчене) ·
Lipen (Липен) ·
Montana (Монтана) ·
Nikolovo (Николово) ·
Slavotin (Славотин) ·
Smolyanovtsi (Смоляновци) ·
Soumer (Сумер) ·
Stoubel (Стубел) ·
Stoudeno boutche (Студено буче) ·
Trifonovo (Трифоново) ·
Vinichte (Винище) ·
Virove (Вирове) ·
Voïnitsi (Войници)

### Tchiprovtsi (obchtina)
L'obchtina de Tchiprovtsi groupe une ville, Tchiprovtsi, et 9 villages :
Belimel (Белимел) ·
Gorna Kovachitsa (Горна Ковачица) ·
Gorna Louka (Горна Лука) ·
Jelezna (Железна) ·
Martinovo (Мартиново) ·
Mitrovtsi (Митровци) ·
Prevala (Превала) ·
Ravna (Равна) ·
Tchelyoustnitsa (Челюстница) ·
Tchiprovtsi (Чипровци)

### Valtchedram (obchtina)
L'obchtina de Valtchedram groupe une ville, Valtchedram, et 10 villages :
Bazovets (Бъзовец) ·
Botevo (Ботево) ·
Dolni Tsibar (Долни Цибър) ·
Gorni Tsibar (Горни Цибър) ·
Ignatovo (Игнатово) ·
Mokrech (Мокреш) ·
Razgrad (Разград) ·
Septemvriïtsi (Септемврийци) ·
Tcherni vrakh (Черни връх) ·
Valtchedram (Вълчедръм) ·
Zlatiya (Златия)

### Varchets (obchtina)
L'obchtina de Varchets groupe une ville, Varchets, et 8 villages :
Dolna Bela retchka (Долна Бела речка) ·
Dolno Ozirovo (Долно Озирово) ·
Draganitsa (Драганица) ·
Gorna Bela retchka (Горна Бела речка) ·
Gorno Ozirovo (Горно Озирово) ·
Spanchevtsi (Спанчевци) ·
Stoyanovo (Стояново) ·
Tcherkaski (Черкаски) ·
Varchets (Вършец)

### Yakimovo (obchtina)
L'obchtina de Yakimovo groupe 4 villages :
Dalgodeltsi (Дългоделци) ·
Dolno Tserovene (Долно Церовене) ·
Komochtitsa (Комощица) ·
Yakimovo (Якимово)